# Сен-Жермен-де-Тальванд-ла-Ланд-Вомон
Сен-Жерме́н-де-Тальва́нд-ла-Ланд-Вомо́н (фр. Saint-Germain-de-Tallevende-la-Lande-Vaumont) — коммуна во Франции, находится в регионе Нижняя Нормандия. Департамент коммуны — Кальвадос. Входит в состав кантона Вир. Округ коммуны — Вир.
Код INSEE коммуны — 14584.

## Население
Население коммуны на 2010 год составляло 1969 человек.
| 1962 | 1968 | 1975 | 1982 | 1990 | 1999 | 2010 |
| ---- | ---- | ---- | ---- | ---- | ---- | ---- |
| 1694 | 1503 | 1489 | 1650 | 1584 | 1731 | 1969 |

## Экономика
В 2010 году среди 1239 человек трудоспособного возраста (15—64 лет) 912 были экономически активными, 327 — неактивными (показатель активности — 73,6 %, в 1999 году было 74,4 %). Из 912 активных жителей работали 849 человек (467 мужчин и 382 женщины), безработных было 63 (29 мужчин и 34 женщины). Среди 327 неактивных 111 человек были учениками или студентами, 142 — пенсионерами, 74 были неактивными по другим причинам.